# Nascar Grand National Series 1953
Nascar Grand National Series 1953 var den 5:e upplagan av den främsta divisionen av professionell stockcarracing i USA sanktionerad av National Association for Stock Car Auto Racing. Säsongen bestod av 37 race och inleddes 1 februari på Palm Beach Speedway i Florida och avslutades på 1 november på Lakewood Speedway i Atlanta i Georgia.
Herb Thomas vann med sina tolv segrar serien i en Hudson. Det var hans andra mästerskapstitel. Hudson som bilmärke dominerade serien med 24 segrar.

## Resultat
| Nr      | Datum        | Tävling           | Bana                                                         | Pole          | Vinnare         | Konstruktör | Start | Rapport |
| ------- | ------------ | ----------------- | ------------------------------------------------------------ | ------------- | --------------- | ----------- | ----- | ------- |
| 1       | 1 februari   | Race 1            | Palm Beach Speedway, West Palm Beach, Florida                | Dick Rathman  | Lee Petty       | Dodge       | 7     |         |
| 2       | 15 februari  | Race 2            | Daytona Beach Road Course, Daytona Beach, Florida            | Bob Pronger   | Bill Blair      | Oldsmobile  | 6     |         |
| 3       | 8 mars       | Race 3            | Harnett Speedway, Spring Lake, North Carolina                | Herb Thomas   | Herb Thomas     | Hudson      | 1     |         |
| 4       | 29 mars      | Wilkes County 200 | North Wilkesboro Speedway, North Wilkesboro, North Carolina  | Herb Thomas   | Herb Thomas     | Hudson      | 1     | Rapport |
| 5       | 5 april      | Race 5            | Charlotte Speedway, Charlotte, North Carolina                | Tim Flock     | Dick Passwater  | Oldsmobile  | 9     |         |
| 6       | 19 april     | Richmond 200      | Atlantic Rural Exposition Fairgrounds, Richmond, Virginia    | Buck Baker    | Lee Petty       | Dodge       | i.u.  | Rapport |
| 7       | 26 april     | Race 7            | Central City Speedway, Macon, Georgia                        | Dick Rathman  | Dick Rathman    | Hudson      | 1     |         |
| 8       | 3 maj        | Race 8            | Langhorne Speedway, Langhorne, Pennsylvania                  | Tim Flock     | Buck Baker      | Oldsmobile  | 25    |         |
| 9       | 9 maj        | Race 9            | Columbia Speedway, Columbia, South Carolina                  | Herb Thomas   | Buck Baker      | Oldsmobile  | 3     |         |
| 10      | 16 maj       | Race 10           | Hickory Motor Speedway, Hickory, North Carolina              | Herb Thomas   | Tim Flock       | Hudson      | i.u.  |         |
| 11      | 17 maj       | Race 11           | Martinsville Speedway, Ridgeway, Virginia                    | Joe Eubanks   | Lee Petty       | Dodge       | i.u.  |         |
| 12      | 24 maj       | Race 12           | Powell Motor Speedway, Columbus, Ohio                        | Fonty Flock   | Herb Thomas     | Hudson      | 2     |         |
| 13      | 30 maj       | Raleigh 300       | Raleigh Speedway, Raleigh, North Carolina                    | Slick Smith   | Fonty Flock     | Hudson      | 43    | Rapport |
| 14      | 7 juni       | Race 14           | Louisiana Fairgrounds, Shreveport, Louisiana                 | Herb Thomas   | Lee Petty       | Dodge       | 7     |         |
| 15      | 14 juni      | Race 15           | Five Flags Speedway, Pensacola, Florida                      | Dick Rathman  | Herb Thomas     | Hudson      | i.u.  |         |
| 16      | 21 juni      | International 200 | Langhorne Speedway, Langhorne, Pennsylvania                  | Lloyd Shaw    | Dick Rathman    | Hudson      | 2     | Rapport |
| 17      | 26 juni      | Race 17           | Tri-City Speedway, High Point, North Carolina                | Herb Thomas   | Herb Thomas     | Hudson      | 1     |         |
| 18      | 28 juni      | Race 18           | Wilson Speedway, Wilson, North Carolina                      | Buck Baker    | Fonty Flock     | Hudson      | i.u.  |         |
| 19      | 3 juli       | Race 19           | Monroe County Fairgrounds, Rochester, New York               | Tim Flock     | Herb Thomas     | Hudson      | i.u.  |         |
| 20      | 4 juli       | Race 20           | Piedmont Interstate Fairgrounds, Spartanburg, South Carolina | Buck Baker    | Lee Petty       | Dodge       | i.u.  |         |
| 21      | 10 juli      | Race 21           | Morristown Speedway, Morristown New Jersey                   | Herb Thomas   | Dick Rathman    | Hudson      | 2     |         |
| 22      | 12 juli      | Race 22           | Lakewood Speedway, Atlanta, Georgia                          | Herb Thomas   | Herb Thomas     | Hudson      | 1     |         |
| 23      | 22 juli      | Race 23           | Rapid Valley Speedway, Rapid City, South Dakota              | Herb Thomas   | Herb Thomas     | Hudson      | 1     |         |
| 24      | 26 juli      | Race 24           | Lincoln City Fairgrounds, North Platte, Nebraska             | Herb Thomas   | Dick Rathman    | Hudson      | i.u.  |         |
| 25      | 2 augusti    | Race 25           | Davenport Speedway, Davenport, Iowa                          | Buck Baker    | Herb Thomas     | Hudson      | 4     |         |
| 26      | 9 augusti    | Race 26           | Occoneechee Speedway, Hillsborough, North Carolina           | Curtis Turner | Curtis Turner   | Oldsmobile  | 1     |         |
| 27      | 16 augusti   | Race 27           | Asheville-Weaverville Speedway, Weaverville, North Carolina  | Curtis Turner | Fonty Flock     | Hudson      | i.u.  |         |
| 28      | 23 augusti   | Race 28           | Princess Anne Speedway, Norfolk, Virginia                    | Curtis Turner | Herb Thomas     | Hudson      | i.u.  |         |
| 29      | 29 augusti   | Race 29           | Hickory Motor Speedway, Hickory, North Carolina              | Tim Flock     | Fonty Flock     | Hudson      | i.u.  |         |
| 30      | 7 september  | Southern 500      | Darlington Raceway, Darlington, South Carolina               | Fonty Flock   | Buck Baker      | Oldsmobile  | 7     | Rapport |
| 31      | 13 september | Race 31           | Central City Speedway, Macon, Georgia                        | Joe Eubanks   | Speedy Thompson | Oldsmobile  | 7     |         |
| 32      | 20 september | Race 32           | Langhorne Speedway, Langhorne, Pennsylvania                  | Herb Thomas   | Dick Rathman    | Hudson      | i.u.  |         |
| 33      | 3 oktober    | Race 33           | Bloomsburg Fairgrounds, Bloomsburg, Pennsylvania             | Jim Paschal   | Herb Thomas     | Hudson      | i.u.  |         |
| 34      | 4 oktober    | Race 34           | Wilson Speedway, Wilson, North Carolina                      | Herb Thomas   | Herb Thomas     | Hudson      | 1     |         |
| 35      | 11 oktober   | Wilkes 160        | North Wilkesboro Speedway, North Wilkesboro, North Carolina  | Buck Baker    | Speedy Thompson | Oldsmobile  | i.u.  | Rapport |
| 36      | 13 oktober   | Race 36           | Martinsville Speedway, Ridgeway, Virginia                    | Fonty Flock   | Jim Paschal     | Dodge       | i.u.  |         |
| 37      | 1 december   | Race 37           | Lakewood Speedway, Atlanta, Georgia                          | Tim Flock     | Buck Baker      | Oldsmobile  | i.u.  |         |
| Källor: |              |                   |                                                              |               |                 |             |       |         |

## Slutställning
| Plats   | Förare          | Starter | Vinster | Top 5 | Top 10 | Pole | Varv | Prispengar | Poäng | +\-   |
| ------- | --------------- | ------- | ------- | ----- | ------ | ---- | ---- | ---------- | ----- | ----- |
| 1       | Herb Thomas     | 37      | 12      | 27    | 31     | 12   | 2195 | $28 910    | 8460  |       |
| 2       | Lee Petty       | 36      | 5       | 26    | 32     | 0    | 339  | $18 447    | 7814  | –646  |
| 3       | Dick Rathman    | 35      | 5       | 21    | 24     | 3    | 546  | $20 244    | 7362  | –1098 |
| 4       | Buck Baker      | 33      | 4       | 16    | 25     | 5    | 585  | $18 166    | 6713  | –1747 |
| 5       | Fonty Flock     | 33      | 4       | 17    | 17     | 3    | 580  | $17 755    | 6174  | –2286 |
| 6       | Tim Flock       | 26      | 1       | 11    | 18     | 3    | 288  | $8 282     | 5011  | –3449 |
| 7       | Jim Paschal     | 23      | 1       | 6     | 9      | 1    | 73   | $5 571     | 4211  | –4249 |
| 8       | Joe Eubanks     | 24      | 0       | 7     | 15     | 2    | 82   | $5 254     | 3603  | –4857 |
| 9       | Jimmie Lewallen | 22      | 0       | 7     | 13     | 0    | 0    | $4 222     | 3508  | –4952 |
| 10      | Curtis Turner   | 19      | 1       | 3     | 5      | 3    | 233  | $4 346     | 3373  | –5087 |
| 11      | Speedy Thompson | 7       | 2       | 5     | 7      | 0    | 99   | $6 546     | 2958  | –5502 |
| 12      | Slick Smith     | 23      | 0       | 0     | 10     | 1    | 4    | $2 301     | 2670  | –5790 |
| 13      | Elton Hildreth  | 25      | 0       | 1     | 5      | 0    | 0    | $1 996     | 2625  | –5835 |
| 14      | Gober Sosebee   | 17      | 0       | 2     | 9      | 0    | 73   | $2 721     | 2525  | –5935 |
| 15      | Bill Blair      | 21      | 1       | 6     | 8      | 0    | 51   | $4 534     | 2457  | –6003 |
| Källor: |                 |         |         |       |        |      |      |            |       |       |

- Notering: Endast de femton främsta förarna redovisas.